# K型主序星
橙矮星，也就是K型主序星（KV），是主序帶（以氫為燃料）上，光譜類型為K，亮度分類為V的恆星。這些恆星的大小介於M型主序星和G型主序星之間，質量是太陽質量的0.5至0.8倍，表面溫度在3,900至5,200K。
這種恆星是人類在尋找在地球之外的生命時最感興趣的，因為它們停留在主序帶上穩定的時間很長（150億至300億年，相較之下太陽只有100億年），使環繞其運行的類地行星有更充足的機會產生具備適居性的環境。
此種恆星的例子有半人馬座α星B、印第安座 ε、奎宿增三、HD 13445、牛宿增十、天苑四。